# 东部汽车站 (地铁)
东部汽车站是一个位于中华人民共和国云南省昆明市盘龙区青云街道与官渡区金马街道交界虹桥路东三环虹桥立交与两面寺立交之间，紧邻东部汽车客运站，属于昆明地铁3号线与6号线的地铁换乘站。该站是6号线一期工程的起点站，工程于2010年8月开工，于2012年6月28日投入使用。东部汽车站站同时也是3号线的换乘车站，3号线的相关工程于2011年8月开工，2017年8月29日启用。
东部汽车站地铁站内部的装修风格为充分运用几何图案，以多个三角形通过不同的色彩深浅搭配，突出金属感。该站站厅层位于地面，站台层则位于地下一层。

## 站内结构

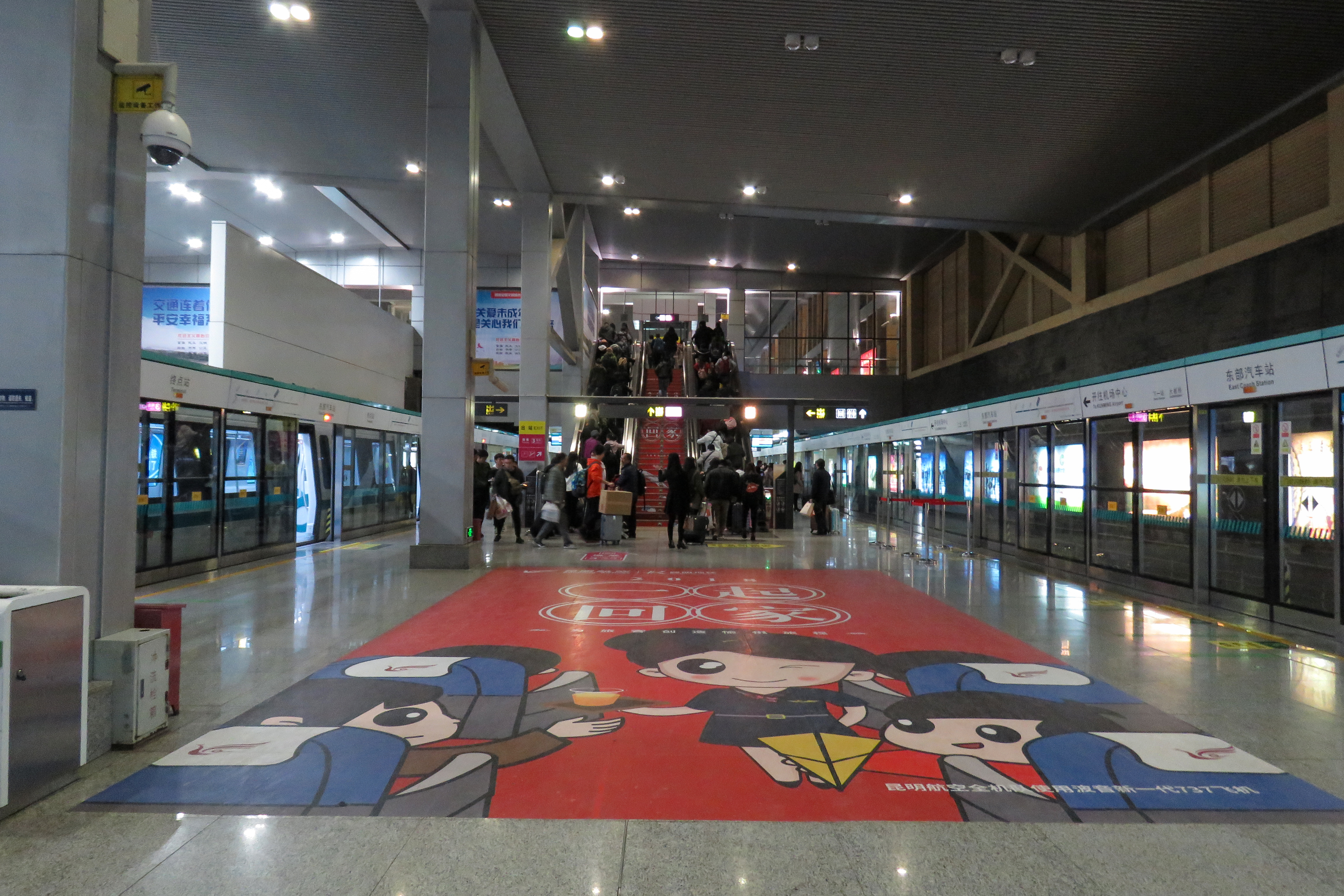
6号线站台

| 地面层 站厅层   | 出入口 站厅                  | A、B出入口、票务服务、自动售票机、一卡通充值、安检、进出站闸机 |  |
| 地下一层 站台层 |                              | █ 6号线往塘子巷 （菊华）                                       |  |
| 地下一层 站台层 | 岛式站台，左侧開门           |                                                                |  |
| 地下一层 站台层 | █ 6号线往机场中心 （大板桥） |                                                                |  |
| 地下一层 站台层 | 侧式站台，右側開门           |                                                                |  |
| 地下一层 站台层 | █ 3号线往西山公园 （虹桥）   |                                                                |  |
| 地下一层 站台层 | █ 3号线落客月台              |                                                                |  |
| 地下一层 站台层 | 侧式站台，右側開门           |                                                                |  |

## 出口
该站设有一共有2个出口：
|                           |                  |      |
|                           |                  |      |
| 编号                      | 建议前往的目的地 | 照片 |
| 出口 · A                  |                  |      |
| 出口 · B · 无障碍通道标志 |                  |      |
| 註： 設有                 |                  |      |